# 10 بنس (عملة بريطانية)
العملة العشرية البريطانية ذات العشرة بنسات (غالبًا ما تختصر إلى 10 بنس) هي فئة من العملات المعدنية ذات القيمة الإسترلينية 1⁄10 جنيه، يظهر على وجهها صورة الملكة إليزابيث الثانية منذ تقديمها في عام 1968، لتحل محل عملة الفلورين (شلنين) استعدادًا للفصل العشري في عام 1971، وظلت بنفس حجم عملة الفلورين (التي ظلت أيضًا عملة قانونية) حتى سكت نسخة أصغر في 30 سبتمبر 1992، مع سحب العملات المعدنية القديمة في 30 يونيو 1993، استخدمت أربع صور مختلفة للملكة على العملة؛ وكان أحدث تصميم لجودي كلارك في عام 2015.
سكت العملة ذات العشرة بنسات في الأصل من النحاس والنيكل (75% نحاس، 25% نيكل)، ولكن منذ عام 2012 سكت من الفولاذ المطلي بالنيكل بسبب ارتفاع أسعار المعدن. ومنذ يناير 2013، بدأت دار سك العملة الملكية برنامجًا لإزالة عملات النحاس والنيكل السابقة تدريجيًا من التداول واستبدالها بإصدارات من الفولاذ المطلي بالنيكل. وهي عملات قانونية بمبالغ تصل إلى 5 جنيهات إسترلينية عند عرضها لسداد دين؛ ومع ذلك، فإن حالة العملة القانونية للعملة لا تكون ذات صلة عادةً بالمعاملات اليومية.